# Neukirchen (Hesse)
Neukirchen é um município da Alemanha, situado no distrito de Schwalm-Eder, no estado de Hesse. Tem 66,26 km² de área, e sua população em 2019 foi estimada em 6.946 habitantes.